# Vindobonien
Stratigraphie
Girondien
Le Vindobonien est une division stratigraphique obsolète qui correspondait à la majeure partie du Miocène moyen et à la base du Miocène supérieur.

## Historique et Étymologie
Le Vindobonien a été défini par le géologue et paléontologue français Charles Depéret en 1893 à partir de sédiments du bassin de Vienne (du latin Vindobona,  pour Vienne en Autriche),.

## Faciès vindobonien
Le Vindobonien est aujourd’hui considéré comme un faciès, donc hétérochrone (d'âges différents), au sein du Miocène. Le faciès vindobonien est fréquemment constitué de sédiments de type faluns (dépôts marins côtiers très fossilifères) que l’on retrouve en Touraine, Anjou, Bassin de Rennes, Bassin d’Aquitaine, Bassin rhodanien...

## Subdivisions
Le Vindobonien était classiquement divisée en :
- une partie inférieure d’âge Miocène moyen (Helvétien) ;
- une partie supérieure rapportée au Tortonien, premier étage du Miocène supérieur.